# Silly-en-Saulnois
Silly-en-Saulnois é uma comuna francesa na região administrativa de Grande Leste, no departamento de Mosela. Estende-se por uma área de 2,35 km². Em 2010 a comuna tinha 34 habitantes (densidade: 14,5 hab./km²).